# Jošanica (Žagubica)
Jošanica (Žagubica) (em cirílico: Јошаница) é uma vila da Sérvia localizada no município de Žagubica, pertencente ao distrito de Braničevo, na região de Homolje. A sua população era de 542 habitantes segundo o censo de 2002.

## Demografia
| 1948 | 1953 | 1961 | 1971 | 1981 | 1991 | 2002 | 2011 |
| ---- | ---- | ---- | ---- | ---- | ---- | ---- | ---- |
| 893  | 899  | 882  | 849  | 823  | 733  | 671  | 542  |